# سیف زهیر
سیف زهیر یا سیف آل ابی زهیر به گفتهٔ یاقوت حموی آبادی کوچکی بوده و ده فرسنگ تا سیراف فاصله داشته‌است. به گفتهٔ مقدسی این شهر سر راه دارابگرد به سیراف قرار داشته، در فاصلهٔ یک روز مانده به سیراف. دربارهٔ صاحبان این منطقه اصطخری می‌گوید «خانوادهٔ ابوزُهیرالمدینی که سیف بنی زهیر به نام آنها موسوم شده، از اعقاب سامة بن لوی هستند. اینان امرای ساحلند و در وضعی قرار دارند که به آنها حمله نمی‌توان کرد. نفرات بسیاری در اختیار دارند.» بعضی عقیده دارند که سیف به معنی ساحل و کناره است.